# قائمة نواب البوندستاغ الألماني (الدورة التشريعية العشرون)
تقدم هذه القائمة لمحة عامة عن جميع نواب البوندستاغ الألماني في الدورة الانتخابية العشرين بعد الانتخابات الاتحادية لعام 2021. بدأت الدورة التشريعية بالجلسة التأسيسية في السادس والعشرين من أكتوبر 2021، ومن المفترض أن تنتهي بانعقاد الجلسة التأسيسية الواحدة والعشرين بعد إقامة الانتخابات البرلمانية القادمة عام 2025.
بناءً على نتائج الانتخابات ذهب 206 من أصل 736 مقعدًا إلى الحزب الديمقراطي الاجتماعي الألماني (SPD)، و 152 إلى الاتحاد الديمقراطي المسيحي الألماني (CDU)، و 45 إلى الاتحاد الاجتماعي المسيحي في بافاريا (CSU)، و 118 إلى تحالف 90/الخضر (Bündnis 90/Die Grünen)، و 92 إلى الحزب الديمقراطي الحر (FDP)، و 83 إلى البديل من أجل ألمانيا (AfD)، و 39 إلى اليسار (Die Linke)، ومقعد واحد إلى جمعية ناخبي جنوب شليسفيغ (SSW)، ومقعد واحد إلى حزب الوسط الألماني (Deutsche Zentrumspartei)، ومقعد لنائب مستقل.

## التشكيل
| الكتلة                                           | الحزب                                               | النواب المنتخَبون      | النواب المنتخَبون      | النواب المنتخَبون | النواب المنتخَبون  | النواب المنتخَبون | التغييرات                       | التغييرات                                            | التغييرات                            | التغييرات | التغييرات |
| الكتلة                                           | الحزب                                               | عضوية برلمانية مباشرة | عضوية برلمانية مباشرة | قوائم الولايات   | قوائم الولايات    | المجموع          | العدد في بداية الدورة التشريعية | المغادرون                                            | الوافدون                             | أخر إحصاء | الفرق     |
| الكتلة                                           | الحزب                                               |                       | المقاعد المتراكمة     | المقاعد العادية  | المقاعد التعادلية | المجموع          | العدد في بداية الدورة التشريعية | المغادرون                                            | الوافدون                             | أخر إحصاء | الفرق     |
| ------------------------------------------------ | --------------------------------------------------- | --------------------- | --------------------- | ---------------- | ----------------- | ---------------- | ------------------------------- | ---------------------------------------------------- | ------------------------------------ | --------- | --------- |
| verweis=SPD-Bundestagsfraktion                   | verweis=Sozialdemokratische Partei Deutschlands     | 121                   | 010                   | 049              | 036               | 206              | 206                             | ياسمين فهيمي، راينر كيلر ‏                            | دانييلا دي ريدر ‏، دانيال رينكيرت ‏    | 206       | ± 0       |
| verweis=CDU/CSU-Fraktion im Deutschen Bundestag  | verweis=Christlich Demokratische Union Deutschlands | 098                   | 012                   | 024              | 030               | 152              | 152                             | بيتر ألتماير، بيتر ألتماير                           | نادينة شون، ماركوس أول ‏              | 152       | ± 0       |
| verweis=CDU/CSU-Fraktion im Deutschen Bundestag  | verweis=Christlich-Soziale Union in Bayern          | 045                   | 011                   | 0(−11)           | 0(−3)             | 045              | 045                             |                                                      |                                      | 045       | ± 0       |
| verweis=Bundestagsfraktion Bündnis 90/Die Grünen | verweis=Bündnis 90/Die Grünen                       | 016                   | 000                   | 078              | 024               | 118              | 118                             | أوليفر كريشر ‏                                        | ميشائيل زاخر ‏                        | 118       | ± 0       |
| verweis=Fraktion der Freien Demokraten           | verweis=Freie Demokratische Partei                  | 000                   | 000                   | 076              | 016               | 092              | 092                             | Christian Jung، توماس زاتيلبيرغر ‏                    | توماس زاتيلبيرغر ‏، توماس زاتيلبيرغر ‏ | 092       | ± 0       |
| verweis=AfD-Fraktion im Deutschen Bundestag      | verweis=Alternative für Deutschland                 | 016                   | 001                   | 053              | 014               | 083              | 082                             | ماتياس هيلفيريش، يوهانس هوبر، أوفه فيت، روبرت فارله ‏ |                                      | 079       | − 4       |
| verweis=Fraktion Die Linke im Bundestag          | verweis=Die Linke                                   | 003                   | 000                   | 029              | 007               | 039              | 039                             | كاتيا كيبينج                                         | كلارا بونغر ‏                         | 039       | ± 0       |
| بدون كتلة                                        | verweis=Südschleswigscher Wählerverband             | 000                   | 000                   | 001              | 000               | 001              | 001                             |                                                      |                                      | 001       | ± 0       |
| بدون كتلة                                        | verweis=Alternative für Deutschland                 | 000                   | 000                   | 000              | 000               | 000              | 001                             |                                                      | ماتياس هيلفيريش، روبرت فارله ‏        | 002       | + 2       |
| بدون كتلة                                        | مستقل                                               | 000                   | 000                   | 000              | 000               | 000              | 000                             |                                                      | يوهانس هوبر، أوفه فيت                | 002       | + 2       |
| المجموع                                          | المجموع                                             | 299                   | 0(34)                 | 299              | 138               | 736              |                                 |                                                      |                                      |           | ± 0       |

## رؤساء الكتل
| الكتلة                         | الكتلة                                   | النواب                          | النواب       | رئيس الكتلة                        | رئيس الكتلة                     |
| الكتلة                         | الكتلة                                   | العدد في بداية الدورة التشريعية | العدد الحالي | رئيس الكتلة                        | رئيس الكتلة                     |
| ------------------------------ | ---------------------------------------- | ------------------------------- | ------------ | ---------------------------------- | ------------------------------- |
|                                | الحزب الديمقراطي الاجتماعي الألماني(SPD) | 206 / 736                       | 206 / 736    | رولف موتزينيتش ‏                    | 26 أكتوبر 2021 – حتى الآن       |
|                                | الاتحاد المسيحيCDU/CSU                   | 197 / 736                       | 197 / 736    | رالف برينكهاوس                     | 26 أكتوبر 2021 – 15 فبراير 2022 |
| فريدرش ميرتس                   | الاتحاد المسيحيCDU/CSU                   | 197 / 736                       | 197 / 736    | 15 فبراير 2022 – حتى الآن          |                                 |
|                                | تحالف 90/الخضر(Bündnis 90/Die Grünen)    | 118 / 736                       | 118 / 736    | كاترين غورنغ إيكارت أنطون هوفرايتر | 26 أكتوبر 2021 – 7 ديسمبر 2021  |
| كاتارينا دروغه ‏ بريتا هاسلمان ‏ | تحالف 90/الخضر(Bündnis 90/Die Grünen)    | 118 / 736                       | 118 / 736    | 7 ديسمبر 2021 – حتى الآن           |                                 |
|                                | الحزب الديمقراطي الحر(FDP)               | 92 / 736                        | 92 / 736     | كريستيان ليندنر                    | 26 أكتوبر 2021 – 8 ديسمبر 2021  |
| كريستيان دور                   | الحزب الديمقراطي الحر(FDP)               | 92 / 736                        | 92 / 736     | 8 ديسمبر 2021 – حتى الآن           |                                 |
|                                | البديل من أجل ألمانيا(AfD)               | 83 / 736                        | 80 / 736     | أليس فايدل تينو شروبالا            | 26 أكتوبر 2021 – حتى الآن       |
|                                | اليسار(Die Linke)                        | 39 / 736                        | 39 / 736     | أميرة محمد علي ديتمار بارتش        | 26 أكتوبر 2021 – حتى الآن       |
|                                | نواب بدون كتلة                           | 1 / 183                         | 4 / 183      | –                                  | –                               |
| المصدر: البوندستاغ             |                                          |                                 |              |                                    |                                 |

## الرئاسة
| الرئاسة            | الرئاسة             | الحزب     | الحزب   | الأصوات              | الفنرة                         |
| ------------------ | ------------------- | --------- | ------- | -------------------- | ------------------------------ |
| الرئيس             | بربل باس            |           | SPD     | 576 / 724            | 26 أكتوبر 2021 - الآن          |
| نواب الرئيس        | آيدان أوز أوغوز     |           | SPD     | 544 / 727            | 26 أكتوبر 2021 - الآن          |
| نواب الرئيس        | إيفون ماغفاس ‏       |           | CDU/CSU | 600 / 727            | 26 أكتوبر 2021 - الآن          |
| نواب الرئيس        | كلاوديا روت         |           | GRÜNE   | 565 / 727            | 26 أكتوبر 2021 - 8 ديسمبر 2021 |
| نواب الرئيس        | كاترين غورنغ إيكارت | 501 / 689 | GRÜNE   | 8 ديسمبر 2021 - الآن |                                |
| نواب الرئيس        | فولفغانغ كوبيكي     |           | FDP     | 564 / 727            | 26 أكتوبر 2021 - الآن          |
| نواب الرئيس        | شاغر                |           | AfD     | 118 / 727            | -                              |
| نواب الرئيس        | شاغر                | 94 / 689  | AfD     |                      | -                              |
| نواب الرئيس        | بيترا باو           |           | LINKE   | 484 / 727            | 26 أكتوبر 2021 - الآن          |
| المصدر: البوندستاغ |                     |           |         |                      |                                |

## قائمة الأعضاء الحاليين
لتفادي الحجم الكبير للمقالة مع قلة الحاجة لهذا الجدول حاليا راجع قائمة الأعضاء في النسخة الألمانية أو النسخة الإنكليزية

## قائمة الأعضاء السابقين
| الصورة | الاسم                  | تاريخ الولادة  | الحزب | الحزب  | الولاية              | الدائرة ‏       | الأصوات ٪ | الترتيب | المهنة                 | نائب منذ   | تاريخ المغادرة | ملاحظات | المرجع |
| ------ | ---------------------- | -------------- | ----- | ------ | -------------------- | -------------- | --------- | ------- | ---------------------- | ---------- | -------------- | --- | ------ |
|        | بيتر ألتماير           | 18 يونيو 1958  |       | CDU    | سارلاند              |                |           | 2       | قانوني                 | 1994       | 9 أكتوبر 2021  | تخلى عن مقعده، وخلفه ماركوس أول ‏ | [ 7 ]  |
|        | ياسمين فهيمي           | 25 ديسمبر 1967 |       | SPD    | سكسونيا السفلى       | مدينة هانوفر 2 | 32.9 ٪    | 8       | كيميائي                | 2017       | 30 مايو 2022   | استقالت من ولايتها بعد انتخابها رئيسة لاتحاد نقابات العمال الألماني. خلفتها دانييلا دي ريدر ‏.                                                                 | [ 8 ]  |
|        | كريستيان يونغ          | 22 ديسمبر 1977 |       | FDP    | بادن-فورتمبيرغ       |                |           | 10      | محلل مبيعات            | 2017       | 28 سبتمبر 2021 | تخلى عن مقعده وبقي نائبا في برلمان ولاية بادن فورتمبيرغ. خلفته كلوديا رافيلهوشين ‏                                                                             | [ 9 ]  |
|        | راينر كيلر ‏            | 4 ديسمبر 1965  |       | SPD    | شمال الراين-وستفاليا | فيزيل 1        | 34,2 ٪    | 61      | ممرض ومسعف             | 2021       | 22 سبتمبر 2022 | توفي في 22 سبتمبر 2022. خلفه دانيال رينكيرت ‏. |        |
|        | كاتيا كيبينج           | 18 يناير 1978  |       | اليسار | ساكسونيا             |                |           | 1       | عالمة نقد أدبي         | 2005       | 3 يناير 2022   | استقالت بعد أن أصبحت نائبا في مجلس الشيوخ في برلين. خلفتها كلارا بونغر. ‏                                                                                      | [ 10 ] |
|        | أنغريت كرامب كارينباور | 9 أغسطس 1962   |       | CDU    | سارلاند              |                |           | 1       | وزيرة الدفاع السابقة   | 1998، 2021 | 9 أكتوبر 2021  | تخلت عن مقعدها، وخلفتها نادينة شون | [ 7 ]  |
|        | أوليفر كريشر ‏          | 26 يوليو 1969  |       | الخضر  | شمال الراين-وستفاليا | آخن 1          | 30.2 ٪    | 2       | أحيائي (بدون درجة)     | 2009       | 28 يونيو 2022  | سكرتير دولة برلماني في الوزارة الاتحادية للاقتصاد وحماية المناخ. استقال من المجلس ليصبح وزيرا للبيئة والنقل في ولاية شمال الراين وستفاليا. خلفه ميشائيل زاخر ‏ | [ 11 ] |
|        | توماس زاتيلبيرغر ‏      | 5 يونيو 1949   |       | FDP    | بافاريا              |                |           | 5       | دبلوم في إدارة الأعمال | 2017       | 1 أغسطس 2022   | سكرتير دولة برلماني في الوزارة الاتحادية للتعليم والبحث (حتى 3 يونيو 2022). استقال من منصبه لأسباب صحية وشخصية. خلفه نيلز غروندر ‏.                            | [ 12 ] |